# John Kaplan (fotograf)
John Kaplan (* 1959) je americký fotograf, který v roce 1992 získal Pulitzerovu cenu za fotografii „za snímky zachycující rozmanitý životní styl sedmi 21letých lidí po celých Spojených státech“.

## Životopis
Kaplan studoval na Mount Pleasant High School ve Wilmingtonu, Delaware, kterou ukončil v roce 1977. Kaplan promoval s bakalářským titulem v oboru žurnalistiky na EW Scripps School of Journalism na Ohio University v roce 1982 a později absolvoval magisterský titul v oboru žurnalistiky v roce 1998. V roce 1999 se stal členem fakulty na University of Florida College of Journalism and Communications.
V dubnu 2008 se zúčastnil výměnného kulturního programu Fulbright Scholar. Ve stejném roce byl Kaplanovi diagnostikován non-Hodgkinův lymfom, což je stav, který je od roku 2011 po léčbě v remisi. Kaplan uvedl své zkušenosti s rakovinou v oceňovaném dokumentárním filmu Not As I Picture.